# (38622) 2000 AZ230
2000 AZ230 (asteroide 38622) é um asteroide da cintura principal. Possui uma excentricidade de 0.04149550 e uma inclinação de 15.89636º.
Este asteroide foi descoberto no dia 4 de janeiro de 2000 por LONEOS em Anderson Mesa.